# فرانکا دیتچ
فرانکا دیتچ (آلمانی: Franka Dietzsch؛ زادهٔ ۲۲ ژانویهٔ ۱۹۶۸) پرتاب دیسک زن اهل آلمان بود.
وی در مسابقات کشوری و بین‌المللی در مجموع برندهٔ ۴ مدال طلا، ۱ مدال نقره شده‌است.